# Daniel Grabien den yngre
Daniel Grabien den yngre, född 1767, död 6 februari 1836, var grosshandlare i Stockholm.
Grabien invaldes som ledamot nummer 133 i Kungliga Musikaliska Akademien den 10 oktober 1792.